# 드래곤플라이 (기업)
주식회사 드래곤플라이(Dragonfly)는 대한민국의 1세대 게임 개발사이다. 1995년 2월 설립되어 RPG(역할 수행게임) 카르마를 포함한 다수의 PC 패키지 게임을 개발하다가, 2002년 세계 최초의 온라인 FPS 카르마 온라인을 출시하면서 온라인 게임을 개발하기 시작했다. 두 번째 온라인 FPS 게임인 일인칭 슈팅 게임 스페셜포스는 2004년 온라인 게임 시장의 판도를 뒤엎으며 비인기장르였던 FPS를 주류장르로 부각시키는데 결정적인 역할을 수행하였으며, 79주 동안 온라인 게임 순위 1위 자리를 지켰다.
2009년 세계 최초의 온라인 FPS로 게이머들의 인기를 모았던 카르마온라인의 고유한 게임성을 계승한 카르마, 2010년 초기 네트워크 FPS 게임시장을 창조한 세계적인 게임 브랜드 ‘퀘이크(서비스종료)(Quake)’와 온라인 FPS 게임 개발명가(名家)인 드래곤플라이의 기술력이 결합된 퀘이크워즈 온라인 등을 서비스 중이다. 2011년 기준(2011년 8월 11일)으로 솔저 오브 포춘 온라인(서비스종료)과 스페셜포스2 서비스 중이다. 킹덤 언더 파이어 온라인: 아발란체 (2011년 하반기 오픈베타 시행)
자체 서비스를 진행하는 D'FL(드플)이라는 포털을 가지고 있다.

## 게임 목록

### 개발한 PC 게임
- 운명의 길 (PC RPG 게임. 1996년 1월 출시)
- 카르마 (PC RPG 게임. 1997년 9월 출시)
- 벨피어기스 나이트 (PC 시뮬레이션 RPG 게임. 1999년 출시)
- 날아라 호빵맨 (PC 액션 게임. 1998년 출시)
- 날아라 호빵맨 2 (PC 액션 게임. 2000년 9월 출시)

### 개발한 온라인 게임
- 카르마 온라인 (2002년 12월 ~ 2006년 7월 30일 서비스 종료) (서비스 사이트:넷마블)
- 스페셜포스 (2004년 7월 15일 ~ ) (서비스 사이트:피망)
- 골드슬램 (2007년 ~ 현재 서비스 종료)
- 카르마2 (2009년 1월 ~ 2012년 12월 27일 서비스 종료) (서비스 사이트:FPS CAMP, 한게임)
- 퀘이크워즈 온라인 (2010년 4월 30일 ~ 2012년 12월 27일 서비스종료) (서비스 사이트:FPS CAMP, 엠게임)
- 솔저 오브 포춘 온라인 (2010년 클로즈 베타, 2011년 4월30일 오픈 베타 2012년 12월 27일 서비스종료 ) (서비스 사이트:FPS CAMP, 넷마블, 엠게임)
- 스페셜포스2 (2011년 클로즈베타, 2011년 8월 11일 오픈베타) (서비스 사이트:FPS CAMP, 넷마블)

### 개발 중인 온라인 게임
- 킹덤 언더 파이어 온라인: 아발란체
- 더 킹 오브 파이터즈 온라인
- 메탈슬러그 온라인
- 사무라이쇼다운 온라인
- 볼츠&블립 온라인
- 블리츠2